# Ljungby landskommun, Kronobergs län
Ljungby landskommun var en tidigare kommun i Kronobergs län.

## Administrativ historik
Den 1 januari 1863 började kommunalförordningarna gälla och då inrättades i Ljungby socken i Sunnerbo härad i Småland denna kommun. I landskommunen låg då redan municipalköpingen Ljungby. I landskommunen inrättades 7 oktober 1921 Ljungby municipalsamhälle. Detta och hela landskommunen ombildades 1936 till Ljungby stad som sedan 1971 blev Ljungby kommun.